# Sharon den Adel

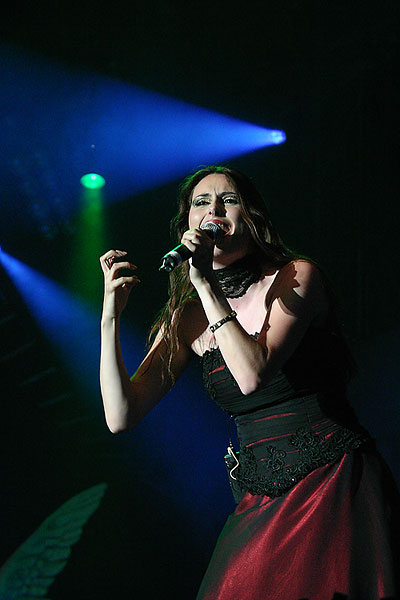
Sharon den Adel

Sharon Janny den Adel és una cantant i compositora neerlandesa nascuda a la localitat de Waddinxveen el 12 de juliol de 1974. És la vocalista del grup de Within Temptation.
Manté una relació sentimental amb Robert Westerholt, guitarrista amb qui va formar Within Temptation. Ambdós tenen una filla, nascuda el 7 de desembre de 2005, Eva Luna.
A part de ser la veu de Within Temptation, Sharon den Adel és coneguda per les seves diverses col·laboracions en bandes neerlandeses i estrangeres, com la seva participació en l'àlbum Lucidity del grup neerlandès Delain. Canta "Farewell" i "Into the Unknow" en un dels discos del projecte Avantasia The Metal Opera Part I i Part II de Tobias Sammet, vocalista d'Edguy. També amb After Forever en diferents cançons dels seus dscos, és la veu de "Are you the one" de Timo Tolkki, "Time" de Aemen i "In and Out of Love" d'Armin Van Buuren.

## La seva veu
La veu de Sharon den Adel correspon a la d'una mezzo-soprano lleugera. Es caracteritza per ser molt melòdica, amb un timbre molt brillant y aguts molt accentuats. El seu regristre vocal és de 2 octaves. Cançons con Angels i Jillian de The Silent Force y The Promise de Mother Earth són exemples de la seva expressió vocal.
El juliol del 2009 va tenir un altre fill amb Robert Westerholt, la seva parella des de fa anys.
Registre vocal: de MI#4 a un Mi#6 (2 octaves), (Mezzosoprano)